# 종합건축사사무소 건원
(주)종합건축사사무소 건원(KUNWON Architects, Planners & Engineers)은 대한민국 서울에 본사를 두고 있는 건축설계기업이다. 건축디자인을 비롯하여 도시계획 및 단지 디자인, 친환경설계, 도시재생사업, 개발사업, PM(프로젝트 관리) 등의 업무를 수행한다.

## 연혁
- 1984년 - 환경계획연구소 건원 창립
- 1985년 - 종합건축사사무소 건원으로 상호 변경
- 1989년 - ㈜종합건축사사무소 건원으로 법인 전환
- 1989년 - 감리전문회사 등록
- 1995년 - 소방시설 설계업, 공사감리업 등록
- 1995년 - 건축사사무소등록 변경 등록
- 1996년 - 감리전문회사 변경 등록
- 1996년 - 해외건설업 (건설엔지니어링) 등록
- 1996년 - 자본금 15억원으로 증자
- 1997년 - 엔지니어링 활동주체 신고
- 1997년 - 감리업 등록 (전력시설물)
- 2000년 - 감리사업본부 법인 분리 (건원엔지니어링)
- 2000년 - 감리전문회사 등록
- 2000년 - 기술연구소 개설
- 2005년 - 중국 상해지사 설립
- 2007년 - 괌 지사 설립
- 2008년 - 두바이 지사 설립
- 2008년 - ISO 9001, 14001 인증 획득
- 2024년 - 창립 40주년

## 대표작
- 1986년 - 88올림픽 선수촌 마스터플랜
- 1989년 - 분당 시범단지 마스터플랜
- 1993년 - 분당 도시설계
- 1994년 - 전쟁기념관, 부산 당감지구 주공아파트
- 2000년 - 코엑스 도심공항타워, 세븐럭 카지노, 오크우드 프리미어 코엑스
- 2001년 - 대치동 동부센트레빌
- 2002년 - 킨텍스, 주중한국대사관
- 2003년 - 송도신도시 도시설계
- 2004년 - 삼성동 아이파크, KTX 부산역
- 2005년 - 동판교 마스터플랜, 주중한국대사관저
- 2006년 - 세종시 첫마을, 연세대학교 국제캠퍼스
- 2007년 - 상떼빌 두바이
- 2008년 - LH공사 대전충남지역본부 사옥
- 2009년 - 은평뉴타운 마스터플랜, 송도 더 샾 퍼스트월드
- 2010년 - 판교 산운마을 7단지 휴먼시아, 이레빌딩, 화성복합복지타운 나래울
- 2011년 - 메타폴리스, 펜타포트, 하이원리조트
- 2012년 - 해운대 아이파크, 삼육대학교 다니엘요한홀 및 도서관, 메세나폴리스 상환경 디자인
- 2013년 - 디지털 방송컨텐츠 지원센터 빛마루, 제주 환경성질환 예방관리센터, 성남의료원
- 2014년 - JW 메리어트 동대문 스퀘어 서울, 네스트 호텔 인천, 전남대학교 의생명과학융합센터, 한국개발연구원 신청사, 대구텍스타일콤플렉스
- 2015년 - 판교 글로벌R&D센터, 롯데몰 동부산점, 롯데시티호텔 울산, 신라스테이 서대문, 송도 더샵마스터뷰, 잠실종합운동장 일대 도시재생 구상 국제공모

## 주요 수상실적
- 2015년 - 2015 대한민국 녹색건축대전 우수상(한국생산성본부인증원장상) 서울 강남 보금자리시범지구 A7블록 공동주택
- 2015년 - 제 24회 대구광역시건축상 (공공부문) 금상 대구텍스타일콤플렉스(DTC)
- 2014년 - 제 23회 대구광역시건축상 (공공부문) 금상 대구커뮤니케이션센터
- 2012년 - 제 21회 한국건축문화대상 (준공건축물 공동주거부문) 대상 해운대 아이파크
- 2012년 - 제 16회 매일경제 살기좋은 아파트 선발대회 대통령상 수원 아이파크시티
- 2011년 - 제 20회 한국건축문화대상 (공동주거부문) 대상 판교 산운마을 7단지 휴먼시아
- 2011년 - BIM 어워즈 2011 (디자인 단체부문) 우수상 빛마루
- 2010년 - 제 14회 살기좋은 아파트 선발대회 국무총리상 마산만 아이파크

## 관련 사이트
- 종합건축사사무소 건원 공식 홈페이지
- 종합건축사사무소 건원 페이스북